# Karīmū
Karīmū (persiska: کريمو) är en ort i Iran.   Den ligger i provinsen Khorasan, i den östra delen av landet, 700 km öster om huvudstaden Teheran. Karīmū ligger 1 988 meter över havet och antalet invånare är 801.
Terrängen runt Karīmū är lite bergig.Runt Karīmū är det mycket glesbefolkat, med 5 invånare per kvadratkilometer. Närmaste större samhälle är Kākhk, 18,4 km nordost om Karīmū. Omgivningarna runt Karīmū är i huvudsak ett öppet busklandskap.